# Чемпионат Казахстана по «Что? Где? Когда?»
Чемпионат Казахстана по спортивному «Что? Где? Когда?» — ежегодное соревнование, лицензированное МАК. Проводится с 2011 года. Победитель получает право представлять Казахстан на Чемпионате мира по «Что? Где? Когда?».

## История

### 2011
I Чемпионат Казахстана прошёл в Актау 18-19 июня 2011 года. В нём приняло участие 15 команд из Актау, Астаны, Алматы, Караганды, Темиртау и Павлодара. Чемпионом стала команда «Анкор» (Актау) в составе которой играли Евгений Калюков, Игорь Линцов, Рустамхужа Саид-Аминов, Константин Середнюк, Денис Шевелёв и Руслан Шуканов. Серебряным призёром стала алматинская команда «Альфа», бронзу в Караганду увезла команда «Tabula Rasa». Специальным гостем и председателем игрового жюри была Елена Потанина.

### 2012
18-19 февраля 2012 года в Астане был проведён II Чемпионат Казахстана. В столицу приехали 24 команды, представлявшие Астану, Алмату, Актау, Караганду, Темиртау, Усть-Каменогорск, Павлодар, Шымкент и Петропавловск. Весь комплект медалей отправился в Алма-Ату: бронзовые медали пополни коллекцию «Альфы», серебряные медали получила команда «Glory». Чемпионом в перестрелке стала команда «Brain Art», в составе которой играли Антон Горский, Бекзат Губашев, Чингиз Жылкыбаев, Серикжан Ниязов, Талгат Шагамбаев и Сункар Шагамбаев (капитан). Гостями на чемпионате были Григорий Алхазов и Анатолий Вассерман.

### 2013
III Чемпионат Казахстана прошёл в южной столице 1-2 июня 2013 года, в нём приняли участие 15 команд из 7 городов (Алматы, Астана, Усть-Каменогорск, Караганда, Темиртау, Павлодар, Шымкент). Бронзовым призёром стали хозяева из команды «Эрудит», серебряными призёрами стали гости из столицы команда «Бедлам». Чемпионом же стала команда «Альфа», в составе которой играли Валерия Вознесенская (Демченко), Валерий Володин, Станислав Конев, Аскар Мулькубаев, Герман Смирнов, Тимур Шайткалиев и Анвар Мухаметкалиев (капитан).

### 2014
В следующем году Чемпионат снова организовали алматинцы. 29-30 марта в южной столице за титул сражались 16 команд представлявших Алмату, Астану, Караганду, Павлодар и Актау. Как и годом ранее, победу праздновала команда «Альфа», состав которой был абсолютно идентичен прошлогоднему. Серебро увезла в Астану команда «Север помнит» (сборная астанинских команд «Бедлам» и «Резко континентальные»), бронзу завоевал экс-чемпион «Brain Art».

### 2015
9-10 мая 2015 года в Астане состоялся V Чемпионат Казахстана.. В нём приняли участие 20 команд из Астаны, Алматы, Караганды, Актау, Усть-Каменогорска, Павлодара, Темиртау, и Аксая. Победителем стала команда «Резко континентальные» из Астаны в составе которой играли Фарит Алиби, Эльдар Бейсимбеков, Мария Гальцер, Марат Калдыбаев, Александр Орлов, Мария Сеилова, Виктория Цой. Серебряные медали также остались в Астане, благодаря команде «Бедлам». Бронзу, как и в годом ранее, завоевала команда «Brain Art». В рамках Чемпионата также состоялись чемпионаты Казахстана по «Своей игре» (победитель — Анвар Мухаметкалиев, Алматы), «Брэйн-рингу» (победитель — «Brain Art») и «Хамсе» (победитель — «Ничоси», Алматы). Спонсорами мероприятия стали АО «Мангистаумунайгаз» и Astana Marriott Hotel.

### 2016
VI Чемпионат Казахстана прошёл в Астане 23-24 апреля 2016 г. при поддержке Международного финансового центра «Астана». В столицу приехали 25 команд из Астаны, Алматы, Павлодара, Караганды и Темиртау. Чемпионом стала алматинская команда «Ничоси» в составе которой играли Анвар Мухаметкалиев, Игорь Пятов, Дария Ибрагимова, Сергей Чистяков, Герман Смирнов и Валерий Володин. Второе место у столичной команды «Бедлам», бронзу в третий раз подряд завоевала команда «Brain Art».

### 2017
В 2017 году Чемпионат Казахстана в третий раз подряд принимала Астана (дата проведения: 25-26 марта). Как и в 2012 году, он прошёл в отеле Radisson Hotel Astana. Турнир прошёл при поддержке Международного финансового центра «Астана». Бронзовые и серебряные медали увезли в Алмату увезли команды «Ничоси» и «Эрудит» соответственно. Золотые медали остались в столице, их получила команда «Бедлам», в составе которой играли Руслан Жолсеитов (капитан), Муслима Карабалаева, Антон Горский, Дархан Медеуов, Азат Тургунов и Руслан Шуканов. Специальным гостем и председателем игрового жюри был Александр Рубин.

### 2018
Изначально планировалось, что VIII Чемпионат Казахстана пройдёт в Астане в апреле 2018 года, однако чемпионат был проведён в Актау в 16-17 июня 2018 в отеле Caspian Riviera Grand Palace.  

### 2019
IX Чемпионат Казахстана прошёл в Алма-Ате 6-7 апреля 2019 года, в турнире приняли участие 30 команд из 5 городов (Алма-Ата, Нур-Султан, Караганда, Актау, Атырау). Бронзовым призёром стали хозяева из команды «Quantum», серебро получила алма-атинская команда «Эрудит». Чемпионом в третий раз подряд стала столичная команда «Бедлам», за которую выступали Бауржан Бектемиров, Антон Горский, Руслан Жолсеитов, Дария Ибрагимова, Дархан Медеуов, Герман Смирнов и Азат Тургунов.

## Факты
- «Альфа» является единственной командой, выигравшей медали всех достоинств: золото (2013, 2014), серебро (2011) и бронзу (2012).
- Участниками всех семи чемпионатов Казахстана являются 11 знатоков: Данияр Алпысбай, Ернар Ашимов, Валерий Володин, Чингиз Жылкыбаев, Дария Ибрагимова, Ерлан Кузбаков, Мольдир Маджанова, Анвар Мухаметкалиев, Тимур Шайткалиев (все — Алматы), Евгений Василец и Александр Эпп (оба — Караганда).
- Анвар Мухаметкалиев и Валерий Володин — трижды чемпионы Казахстана. Два чемпионства они выиграли с командой «Альфа», ещё одно — с командой «Ничоси».
- Ещё два знатока также становились чемпионами Казахстана в составе двух разных команд. Руслан Шуканов в 2011 году он стал чемпионом в составе актауского «Анкора», а в 2017 году играя за астанинский «Бедлам». Для Антона Горского чемпионство в 2017 году в составе «Бедлама» также стало вторым, впервые он стал чемпионом Казахстана за пять лет до этого (в 2012 году в составе команды «Brain Art»).